# The Endless River
A The Endless River a Pink Floyd együttes tizenötödik nagylemeze. 2014. november 7-én jelent meg. Az Egyesült Királyságban a Parlophone Records, míg az Egyesült Államokban a Columbia Records gondozásában került a boltok polcaira. A lemez erősen megosztotta a kritikusokat. A korábbi albumok pszichedelikus rock stílusával ellentétben ezt a lemezt inkább az ambient stílus jellemzi. Ez a Pink Floyd utolsó stúdióalbuma.

## Dalok
| No. | Dal                          | Szerző                         | Hossz |
| --- | ---------------------------- | ------------------------------ | ----- |
| 1.  | Things Left Unsaid           | David Gilmour · Richard Wright | 4:26  |
| 2.  | It's What We Do              | Gilmour · Wright               | 6:17  |
| 3.  | Ebb and Flow                 | Gilmour · Wright               | 1:55  |
| 4.  | Sum                          | Gilmour · Wright · Nick Mason  | 4:48  |
| 5.  | Skins                        | Gilmour · Wright · Mason       | 2:37  |
| 6.  | Unsung                       | Wright                         | 1:07  |
| 7.  | Anisina                      | Gilmour                        | 3:16  |
| 8.  | The Lost Art of Conversation | Wright                         | 1:42  |
| 9.  | On Noodle Street             | Gilmour · Wright               | 1:42  |
| 10. | Night Light                  | Gilmour · Wright               | 1:42  |
| 11. | Allons-y (1)                 | Gilmour                        | 1:57  |
| 12. | Autumn '68                   | Wright                         | 1:35  |
| 13. | Allons-y (2)                 | Gilmour                        | 1:32  |
| 14. | Talkin' Hawkin               | Gilmour · Wright               | 3:29  |
| 15. | Calling                      | Gilmour · Anthony Moore        | 3:37  |
| 16. | Eyes to Pearls               | Gilmour                        | 1:51  |
| 17. | Surfacing                    | Gilmour                        | 2:46  |
| 18. | Louder Than Words            | Gilmour · Polly Samson         | 6:36  |